# Deșteptarea (Chișinău 1989-1990)
Deșteptarea a fost un ziar de limbă română din RSS Moldovenească (în prezent Republica Moldova), fondat pe 20 mai 1989 la Chișinău, ca ziar al Frontului Popular din Moldova. Ștefan Secăreanu i-a fost redactor-șef, iar Sergiu Burcă a fost redactor-șef adjuncte. Primele două ediții au fost tipărite în statele baltice. Din august 1990, succesorul său a devenit Țara.